# مطار اراد الدولي
مطار اراد الدولي (بالإنجليزية: Arad International Airport) هو مطار دولي يقع في رومانيا.

## إحصائيات
(حسب سنة 2014)
- الركاب: 28,280
- حركة الطيران: 2,568

## وصلات خارجية
- الموقع الإلكتروني